# Étienne Antoine Joucla-Pelous
Étienne Antoine Joucla dit Joucla-Pelous, né à Marseille le 6 février 1850, et décédé à Neuilly-sur-Seine le 3 avril 1909, est d'abord journaliste. Il rentre dans le corps préfectoral comme sous-préfet, à l’occasion de son épuration de décembre 1877, à un moment où le président, le maréchal de Mac Mahon, plie devant les Républicains et où ceux-ci s'emparent du pouvoir exécutif pour conforter le régime. Il est nommé préfet par Pierre Waldeck-Rousseau en 1883, et exerce cette fonction dans sept départements successifs. Après avoir subi des attaques  d'un mouvement anti-maçonnique, il devient trésorier-payeur général en 1902 puis régent de la Banque de France.

## Parcours
Il est né en 1850 à Marseille, fils d'un père inconnu et d'une modiste, Rosalie Brunet. Sa mère se marie en 1864 avec Philippe Joucla, et les nouveaux époux le reconnaissent comme fils légitime.
Âgé d'à peine 20 ans, il est présent au cabinet du préfet des Bouches-du-Rhône le 4 septembre 1870, le jour de la proclamation de la Troisième République, et accompagne les premiers pas de ce nouveau régime dans cette région, avec une fonction un peu vague d'attaché du cabinet du préfet. À partir de 1871, il gagne sa vie comme journaliste à Marseille et à Avignon. Il est notamment rédacteur en chef du journal Le Républicain du Vaucluse.
Il rentre dans le corps préfectoral à l’occasion de son épuration de décembre 1877 opérée par le ministre de l'Intérieur Émile de Marcère. Il devient sous-préfet, successivement, à Sisteron, Apt, Aix, Le Havre et Rochefort.
En octobre 1881, il se marie avec Edith Mary Hart, une Canadienne née à Montréal. Ils auront six enfants.
Il est nommé préfet par Pierre Waldeck-Rousseau en 1883. Il exerce cette fonction dans sept départements successifs : les Hautes-Alpes le 21 octobre 1883, les Pyrénées-Orientales le 18 juillet 1885, les Ardennes le 28 novembre 1885, le Lot-et-Garonne le 22 mars 1889, la Somme le 9 octobre 1893, la Loire le 28 février 1896 et la Meurthe-et-Moselle le 18 octobre 1898.
À plusieurs reprises, il manifeste de l'intérêt pour les questions de santé publique : au Havre, il fait examiner les importations de chevaux pour détecter d'éventuels cas de Trichinella spiralis, dans les Hautes-Alpes il est confronté à une épidémie de choléra en 1884, et dans la Somme il encourage la création d'un des premiers laboratoires départementaux de bactériologie.
Dans la Somme toujours, il gagne l'amitié de Jules Verne, rencontré à une exposition d’œuvres de Pierre Puvis de Chavannes, qui lui fait parvenir dès lors ses nouveaux romans. Il s'emploie également à ancrer le rite du défilé militaire du 14 juillet et écrit dans  une lettre aux maires du département datée du 24 juin 1895: «[...] Dans l'organisation des réjouissances publiques, vous n'oublierez pas, MM., qu'en raison même de leur caractère républicain, une large part doit être faite à la bienfaisance. Il serait donc très désirable que, dans toutes les communes sans exception, des distributions de secours et de pain fussent faites le 14 juillet aux indigents. [...]»  Cette bienfaisance municipale doit  permettre de marquer l'importance de cette fête républicaine et de supplanter d'autres influences, sur le terrain de l'aide aux foyers les plus fragiles.
Quelques années auparavant, en 1892, dans le Lot-et-Garonne, sa décision de suspendre le maire de la commune de Dévillac, qui avait refusé de remplir ses fonctions pour la révision des listes électorales, avait fait l'objet de critiques, et l'avait fait soupçonner de vouloir peser directement sur les élections et d'abuser de son pouvoir. Les préfets ont longtemps été qualifiés de « faiseurs d'élections ». Mais en cette fin du XIXe siècle, ce rôle politique se fait plus discret à mesure que s'installent les institutions républicaines, sous la pression de l'opinion publique. Le serment pour les fonctionnaires disparaît et une certaine neutralité politique du représentant de l'État est désormais prônée entre les différents partis .
Quelques années plus tard, il subit les attaques de l'Association antimaçonnique de France via sa revue La Franc-maçonnerie démasquée. En 1902, il devient trésorier-payeur général des Ardennes à Mézières, puis trésorier-payeur général de la Seine-Inférieure  et régent de la Banque de France. Il meurt à Neuilly-sur-Seine, à 59 ans, dans l'exercice de ces fonctions.

### Distinctions honorifiques
Il est fait chevalier de la Légion d'honneur en 1883, officier de la Légion d'honneur en 1892, puis commandeur de la Légion d’honneur en 1901, officier de l'Instruction publique en 1895, commandeur de l'ordre de Saint-Stanislas de Russie, de l'ordre du Lion et du Soleil, et de l'ordre du Nichan Iftikhar,.

### Sources
Sources du XIXe siècle classées par date de parution.
- (en) Consular reports, United States. Bureau of Foreign Commerce, 1881 (lire en ligne), p. 351.
- « Abus de pouvoir », La Presse,‎ 29 février 1892 (lire en ligne).
- « Nantes, le 21 octobre », Journal des débats politiques et littéraires,‎ 22 octobre 1898 (lire en ligne).

Sources du XXe siècle classées par date de parution.
- Peugniez, « Le laboratoire départemental bactériologique de la Somme », Mémoires de l'Académie des sciences, des lettres et des arts d'Amiens, vol. 48,‎ 1902, p. 89.
- « Le Conseil de demain », La Presse,‎ 9 septembre 1902 (lire en ligne).
- « Le préfet Joucla-Pelous », La Franc-maçonnerie démasquée, vol. 22,‎ 1905, p. 51.
- « Deuil », Le Figaro,‎ 5 avril 1909 (lire en ligne).
- Qui êtes-vous?  Annuaire des contemporains; notices biographiques, vol. 2, Librairie Ch. Delagrave, 1909, p. 268.
- Pierre-Henry, Histoire des préfets : 150 ans d'administration provinciale 1800-1950, Nouvelles Éditions latines, 1950.
- René Bargeton, Les Préfets du 11 ventôse an VIII au 4 septembre 1870, Archives nationales (France), 1981, p. 28.
- Pierre-François Pinaud, Les Trésoriers-payeurs généraux au XIXe siècle : répertoires nominatif et territorial, Éditions de l'Érudit, 1983.
- René Bargeton, Dictionnaire biographique des préfets : septembre 1870-mai 1982, Archives nationales (France), 1994, p. 28.
- Christiane Lamoussière et Patrick Laharie, Le personnel de l'administration préfectorale, 1881-1926, Archives nationales (France), 2001, p. 282.
- Renaud Quillet, « La fête républicaine en pays picard au temps de la République opportuniste. », Histoire, économie et société, vol. 23e année, no 4 « État et administrateurs de rang moyen à l'époque moderne »,‎ 2004, p. 587-598 (lire en ligne).
- Correspondance inédite de Jules et Michel Verne avec l'éditeur Louis-Jules Hetzel (1886 - 1914) : période 1897 - 1914, vol. 2, Éditions Slatkine, 2006, p. 100.
- Christophe Charle, Les Élites de la République, vol. 2, Éditions Slatkine, 2006, 616 p. (ISBN 2-213-65645-2, lire en ligne), p. 347.